# Obertiefenbach (Taunus)
Obertiefenbach ist eine Ortsgemeinde im Rhein-Lahn-Kreis in Rheinland-Pfalz. Sie gehört der Verbandsgemeinde Nastätten an.

## Geographie

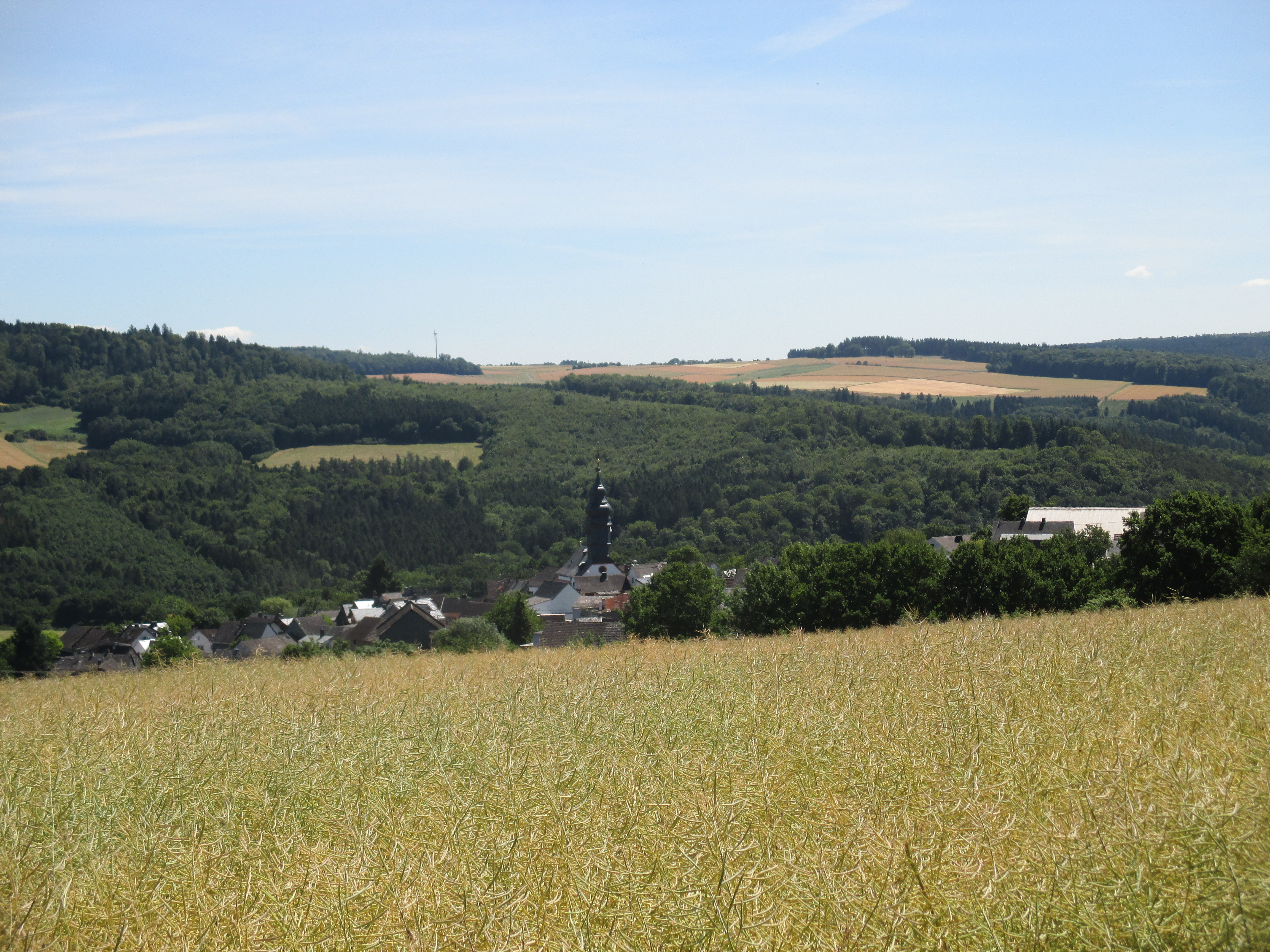
Teilansicht Obertiefenbach im Taunus von Westen

Obertiefenbach liegt im westlichen Hintertaunus in der Landschaft des Einrich. 2 km nordöstlich des Dorfes erhebt sich die Ringmauer (449 m). Obertiefenbach liegt direkt westlich, oberhalb des Hasenbach-Zuflusses Grundbach. Auf der gegenüberliegenden Talseite liegt der Weiler Hof Spriestersbach.
Nachbargemeinden sind, von Norden im Uhrzeigersinn: Niedertiefenbach, Oberfischbach (östlich), Rettert (südöstlich), Holzhausen an der Haide (südlich), Miehlen (südlich), Bettendorf (südwestlich) und Pohl (nordwestlich).

## Geschichte
Obertiefenbach gehörte zum später „Vierherrisches auf dem Einrich“ genannten Kondominium, das im gemeinschaftlichen Besitz von Hessen-Kassel und verschiedener Linien von Nassau war. Es war zuletzt bis 1774 dem nassau-saarbrückischen Quartier zugeordnet. Es kam danach zur Niedergrafschaft Katzenelnbogen und war dem Amt Reichenberg und dem Gericht Buch unterstellt.
Von 1806 bis 1813 stand das Gebiet unter französischer Verwaltung. Nach dem Wiener Kongress (1815) wurde die Region und damit auch Obertiefenbach aufgrund eines Tauschvertrages 1816 dem Herzogtum Nassau zugeordnet. Infolge des sogenannten Deutschen Krieges wurde das Herzogtum Nassau 1866 vom Königreich Preußen annektiert. Das nassauische Amt Nastätten, in dem der Ort lag, wurde dem Unterlahnkreis zugeordnet, ehe Obertiefenbach 1886 zum Kreis St. Goarshausen kam.
Nach dem Ersten Weltkrieg war Obertiefenbach bis zum Abzug der Franzosen 1929 besetzt, nach dem Zweiten Weltkrieg gehörte es ebenfalls zur französischen Besatzungszone.
Seit 30. August 1946 ist Obertiefenbach Teil des damals neugeschaffenen Landes Rheinland-Pfalz.

## Politik

### Gemeinderat
Der Gemeinderat in Obertiefenbach besteht aus acht Ratsmitgliedern, die bei der Kommunalwahl am 9. Juni 2024 in einer Mehrheitswahl gewählt wurden, und der ehrenamtlichen Ortsbürgermeisterin als Vorsitzender.

### Bürgermeister
Diana Eckert wurde am 12. Juli 2024 Ortsbürgermeisterin von Obertiefenbach. Bei der Direktwahl am 9. Juni 2024 war sie als einzige Bewerberin mit einem Stimmenanteil von 77,8 % für fünf Jahre gewählt worden.
Eckerts Vorgänger Erhard Back hatte das Amt 2016 übernommen und war 2023 nach einer Erkrankung verstorben. Zuvor waren Michael Häuser (Amtszeit 2009–2015) und Werner Maus (1986–2009) Ortsbürgermeister von Obertiefenbach.

### Wappen
| Wappen von Obertiefenbach |
| Wappenbegründung: Das schräg liegende Balkenkreuz und die vier kleinen Kreuze sind dem Wappen der Herren von Merenberg entnommen. Hartrad von Merenberg und Frau Irmgard schenkten nach einer durch den Erzbischof von Trier bestätigten Urkunde aus dem Jahre 1163 die Zehntabgabe zu Obertiefenbach, Brusterbach (Hof Spriestersbach) und Bettendorf dem Kloster Arnstein. Der silberne Wellenbalken steht symbolisch für den Bachlauf, dem die Gemeinde teils ihren Namen verdankt und der Wachturm weist auf den Limes hin. Reste dieser römischen Befestigungsanlage sind noch heute in der Gemarkung Obertiefenbach zu sehen. Das Gold und Blau entspricht den Farben des Merenberger Wappens und des Nassauer Landes. Die Farbe Silber wurde zusätzlich für die symbolische Darstellung des Bachlaufes verwendet. Das Wappen wurde am 12. Mai 1989 durch die Bezirksregierung Koblenz genehmigt. |